# 赵安中
赵安中（1918年－2007年11月4日），香港實業家、紡織業企業家、慈善家、社會活動家。香港荣华纺织有限公司前董事长。

## 生平[1]
浙江寧波鎮海縣（今鎮海區）骆驼镇北塘畈赵家村人。祖父赵有伦，經營糖業和南北貨。父亲赵志莱，母亲林杏琴。到他這一代，家道已經衰落。
早年就讀於鎮海縣团桥小学、庄市叶氏中兴学校（由“五金大王”叶澄衷興辦）。1932年，到宁波城著名的江厦街承裕钱庄做學徒，首次涉足近代中國興起的金融業。1934年，承裕钱庄因擠兌風潮而歇业，轉行保险业。1937年，抗日戰爭爆发后，回到家鄉鎮海。1944年，抗戰勝利前夕，辗转温州、武汉、广州等地經商。
1949年，隻身一人赴香港，初在香港宏兴金号任職員。之後步入二戰後興起的紡織業。1952年，兼任香港新生布厂会计。1955年，將妻兒接至香港。1956年6月，任職日本江商洋行香港分行，后出任该行董事。
1959年，自行創業，合夥创办香港嘉丰纱厂，出任企業董事、总经理。1963年，香港嘉丰纱厂更名作香港荣华纺织有限公司。1966年，独资经营荣华。1973年，在印度尼西亚万隆创办纱厂。
2007年11月4日，在寧波辭世。

## 社會兼職
- 香港浙江省同乡会联合会名譽會長
- 香港甬港联谊会名譽會長
- 宁波旅港同乡会名誉会长
- 香港苏浙同乡会赞助人

## 慈善
赵氏是著名香港慈善家，致力中國大陸貧困地區扶貧、教育、醫療衛生事業，也大力支持家鄉建設。成立有家族企業慈善基金“杏琴园教育基金”。至2007年，在中國大陸、香港捐建160多所教学楼，捐资教育总额达1亿3000萬人民幣。
- 1986年，在香港捐資100萬港元，合夥捐资建造香港中兴中学。
- 1989年，在鎮海捐建“林杏琴教学楼”。
- 1991年，在寧波大學捐建“杏琴苑”，“杏琴园”，安中大楼[4]。
- 1992年，捐資162萬港元，擴建香港中兴中学。
- 2004年，捐建南京大学EMBA大楼。
- 2005年，捐資1400萬人民幣，在浙江大學創設“安中科技奖励金”[5]。
- 浙江大學“安中大楼”以其命名[6]。

## 家人
家庭成員有：
- 妻龚碧华
- 子赵亨衍，香港實業家
- 子赵亨文，香港實業家
- 子赵亨龙，香港實業家

## 榮譽
- 浙江省爱乡楷模

## 纪念
- 鎮海新聞：深切悼念趙安中先生專題 （页面存档备份，存于）